# کالج اریا (سن دیگو)
کالج آریا (به انگلیسی: College Area) یک منطقهٔ مسکونی در ایالات متحده آمریکا است که در سن دیگو واقع شده‌است. این منطقه مسکونی در منطقه مید سیتی محدوده کالج تحت تسلط دانشگاه ایالتی سن دیگو (SDSU؛ زمانی به نام کالج ایالتی سن دیگو شناخته می‌شد) نامگذاری شده‌است. چندین محله در منطقه کالج در دهه ۱۹۳۰ توسعه یافتند و برخی دیگر در دوره پس از جنگ تأسیس شدند.